# Acacia mucronata
Acacia mucronata — вид квіткових рослин з родини бобових. Ареал: Австралія (Тасманія, Новий Південний Уельс, Вікторія).

## Середовище
Вид звичайний у лісах і рідколіссях, переважно на південь від Великого Вододільного хребта. У посушливіших регіонах свого поширення, як-от на північному сході Тасманії, він часто росте вздовж струмків і захищених берегів.

## Біоморфологічна характеристика
Це кущ або невелике дерево до 5 м заввишки. Розрізняють 3 підвиди: subsp. mucronata, subsp. dependens and subsp. longifolia. Acacia mucronata subsp. longifolia відрізняється від інших 2 підвидів (обидва, мабуть, тасманійські ендеміки) тим, що має листочки зазвичай більше 9 см завдовжки (рідко менше ніж у 10 разів більше за ширину) і зазвичай гострі. Квітки A. mucronata у нещільних колоссях 1–6 см завдовжки, поодинокі або здвоєні, кремово-білі або блідо-жовті; між квітками видно рахіс. Цвіте навесні, зазвичай з серпня по грудень.